# 松木浩二
松木 浩二（まつき こうじ、1947年11月26日 - ）は、日本の岩石力学者。東北大学名誉教授。工学博士（東京大学）

## 略歴・人物
静岡県生まれ。1966年、静岡県立静岡高等学校卒業、同年、東京大学理科I類入学。1971年6月、東京大学工学部資源開発工学科卒業。1973年、同大学院工学系研究科資源開発工学専攻修士課程修了。1976年、同博士課程修了。「岩石の圧縮破壊過程に関する研究」で工学博士。同年4月、東北大学工学部資源工学科助手。1985年5月、同講師。1988年1月、同助教授。この間、1977年9月から1年間、ウェストバージニア州立大学在外研究員として勤務、応力測定法の研究を行う。1992年5月、東北大学工学部教授。1997年、東北大学大学院工学研究科地球工学専攻教授。2003年、東北大学大学院環境科学研究科環境科学専攻教授。2012年、同退職。東北大学学友会少林寺拳法部の部長を長年務めた。
学会においては、資源・素材学会岩盤工学部門委員長、同東北支部長、同理事をはじめ，石油技術協会理事を歴任。日本ウォータージェット学会で、理事、副会長を歴任した後，2006年〜2008年同会長。

## 研究領域
岩石の力学的挙動の解明を基礎として，岩石の破壊力学に関する研究，地下き裂の力学挙動と透水性評価，深部地圧測定法および広域応力場評価法の開発，さらにウォータージェットの応用技術と多岐にわたり、資源・エネルギー開発，大深度地下利用や地殻工学・地殻環境技術分野において，国内外で評価されている。

## 受賞
- 1985年 日本鉱業会奨励賞（日本鉱業会）[1]
- 1999年 資源・素材学会論文賞（資源・素材学会）[1]
- 1999年 萩原賞（論文賞）（骨材資源工学会）[1]
- 2000年 Best paper award (6th Pacific Rim International Conference on Water Jet Technology)[1]
- 2004年 ARMS賞（The 3rd ARMS Excellent Paper Award）[1]
- 2005年 核燃料サイクル開発機構開発功績賞（核燃料サイクル開発機構）[1]
- 2005年 GRC Best Paper Awards（Geothermal Resources Council）[1]
- 2012年 資源・素材学会論文賞（資源・素材学会）[1]